# Sinapis
Sinapis là chi thực vật có hoa trong họ Cải.
Tính đến tháng 11 năm 2017, sáu loài được Danh sách thực vật (The Plant List) công nhận:
- Sinapis alba L. - mù tạt trắng, trước đây là Brassica alba
- Sinapis allionii Jacq.
- Sinapis arvensis L.
- Sinapis Circinata Desf.
- Sinapis flexuosa Poir.
- Sinapis pubescens L.